# Rijksmonument 335363
Rijksmonument 335363 is een blokje woningen met hoekwinkel aan de Landbouwstraat, Betondorp, Amsterdam-Oost. Ze heeft betrekking op Landbouwstraat 72-78. Het blokje werd op 20 oktober 1988 opgenomen in het monumentenregister.
De Landbouwstraat is een straat die de Brink van noordoost naar zuidwest doorkruist. Landbouwstraat 72-78 ligt aan de oostzijde van het plein en is via een poortconstructie verbonden met Brink 4 tot en met 22 (Rijksmonument 335357). Het blokje is opgetrokken naar ontwerp van architect Dick Greiner en uitgevoerd in korrelbeton, naamgever van de wijk. Het geheel is net als de andere bebouwing kubistisch van opzet, rechte bouwlijnen uit het Nieuwe bouwen met hier en daar nog invloeden van de Amsterdamse School. Het gebouw kent een soort terrasachtige opbouw. Er zijn drie bouwlagen. Het winkelgedeelte heeft in principe één bouwlaag, maar daarop zijn het balkon en uitbouw van de eerste verdieping geplaatst. De uitbouw van de eerste verdieping dient dan weer tot balkon van de tweede verdieping. 
Een weerspiegeling van dit gebouw is te vinden aan de Veeteeltstraat 118-120 (Rijksmonument 335369). Toch is er een aantal verschillen:
- de etalageruiten van het winkelgedeelten met toegangsdeur zijn anders geplaatst;
- toegang tot de woningen heeft een luifel met daarboven drie vensters met glas-in-lood
- aansluitende bebouwing heeft geen teruggetrokken rooilijn
- hemelwaterafvoeren zijn hier recht.

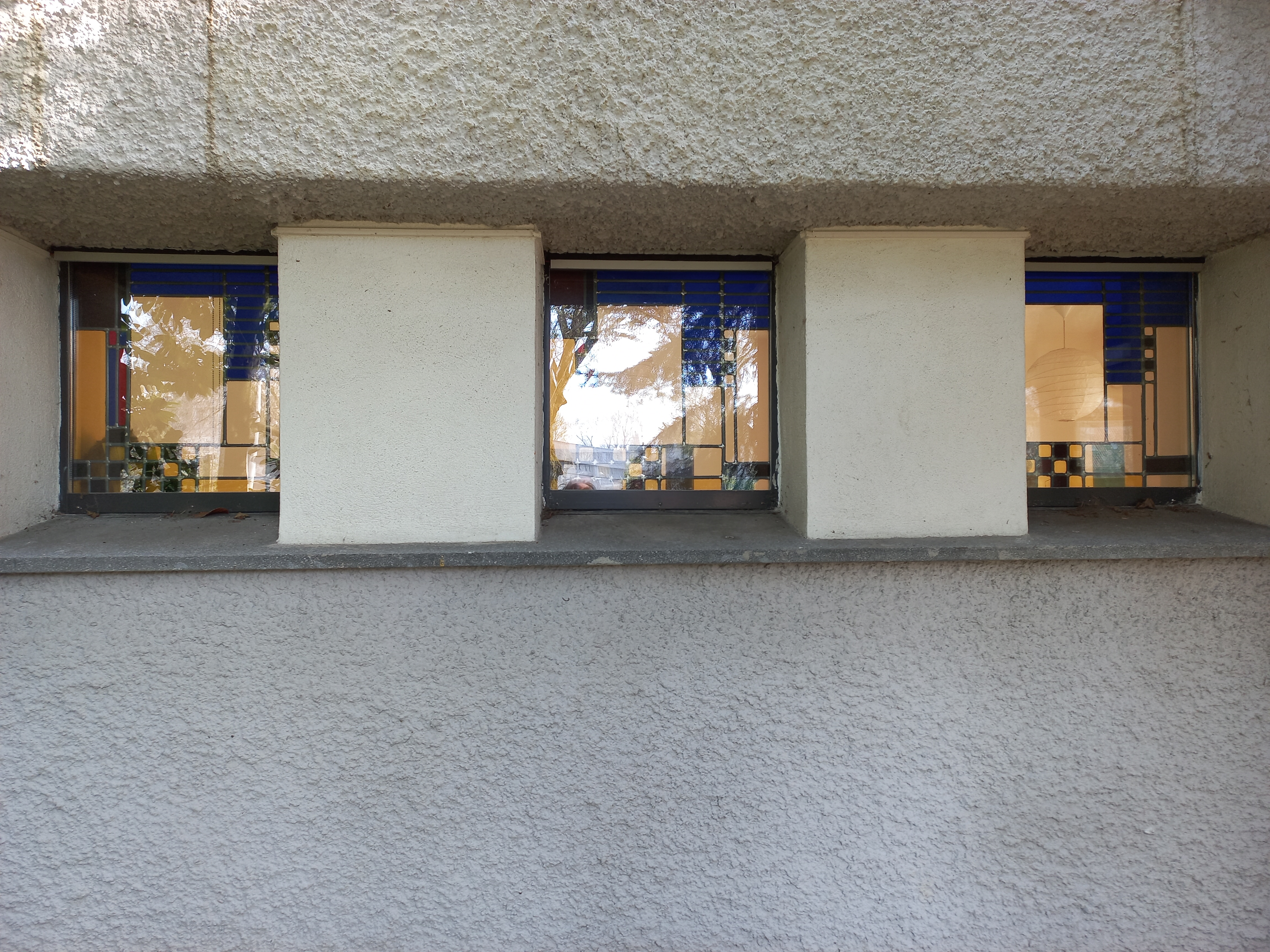
Glas-in-lood in zijgevel nummer 78 (april 2022)